# Хонхолой (Мухоршибірський район)
Хонхолой (рос. Хонхолой) — село Мухоршибірського району, Бурятії Росії. Входить до складу Сільського поселення Хонхолойського.
Населення — 1539 осіб (2015 рік).